# Лион, Жан Дьёдонне
Жан Дьёдонне Лион (фр. Jean Dieudonné Lion; 1771—1840) — французский военный деятель, генерал-лейтенант (7 сентября 1815 года), барон Лион и Империи (15 августа 1809 года), участник революционных и наполеоновских войн.

## Биография
Родился в семье военного. Начал службу в пехотном полку в 1789 году. С октября 1792 года сражался в рядах 20-го конно-егерского. Отличился во множестве сражений, часто бывал ранен. За успешные действия при Абенсберге 20 апреля 1809 года, получил в командование 14-й полк конных егерей. Ранен при Эсслинге, и с августа 1809 года заместитель командира полка конных егерей гвардии. В 1839 году вышел в отставку.

## Воинские звания
- Младший лейтенант (20 января 1794 года);
- Лейтенант (18 марта 1796 года);
- Капитан (23 ноября 1799 года);
- Командир эскадрона (8 мая 1807 года);
- Полковник (30 апреля 1809 года);
- Майор гвардии (11 августа 1809 года);
- Бригадный генерал (23 июня 1813 года).
- Генерал-лейтенант (7 сентября 1815 года).

## Послужной список
- Командир роты 20-го конно-егерского полка (23 ноября 1799 – 30 мая 1807);
- Командир эскадрона 2-го конно-егерского полка (30 мая 1807 – 30 апреля 1809);
- Командир 14-го конно-егерского полка (30 апреля – 11 августа 1809);
- Заместитель командира полка конных егерей Императорской гвардии (11 августа 1809 – 13 марта 1815).

## Награды
- Легионер ордена Почётного легиона (18 декабря 1803 года);
- Офицер ордена Почётного легиона (29 апреля 1809 года);
- Коммандан ордена Почётного легиона (27 февраля 1814 года);
- Кавалер ордена Святого Людовика (19 июля 1814 года);
- Великий офицер ордена Почётного легиона (1 мая 1821 года);
- Командор ордена Святого Людовика (20 августа 1823 года);
- Большой крест ордена Почётного легиона (23 мая 1825 года).